# 22 شارع جامب
22 شارع جامب (بالإنجليزية: 22 Jump Street)‏ هو فيلم أكشن وكوميديا أمريكي صدر في 13 يونيو 2014. الفيلم من إخراج فيل لورد وكريس مولر وسيناريو بواسطة مايكل باكال واورين يوزيل. الفيلم هو تتمة ل21 شارع جامب (2012)، مستوحى من المسلسل التلفزيوني 21 شارع جامب (1987). الفيلم من بطولة جونا هيل وتشانينج تيتوم.

## القصة
في جو الكوميديا الممزوج بالحركة يرصد الفيلم حياة الضابط شميدت (جونا هيل)، حيث يتخفى ويتسلل لكلية محلية من أجل كشف حلقة إجرامية داخل دار أخوية، بمصاحبة شريكه جينكو (تشانينج تاتوم). تتعقد الأحداث عندما تخبو روحه لفريق كرة القدم وتصبو روح شميدت للفن البوهيمي، حتى يصل بهم الأمر بالتشكيك في علاقتهما وشراكتهما. على الجانب الآخر يصعد سؤال هام حول إمكانية كلٍ منهما في العثور على علاقةٍ ناضجة.

## طاقم التمثيل
- جونا هيل بدور مورتون شميدت
- تشانينج تيتوم بدور كريس جينكو
- آيس كيوب بدور النقيب ديكسون
- ديف فرانكو بدور اريك مولسون
- أمبير ستيفنس بدور مايا ديكسون
- نيك أوفرمان بدور هاردي
- روب ريجل بدور السيد والترز
- جيليان بيل بدور مرسيدس

## وصلات خارجية
- 22 شارع جامب على موقع IMDb (الإنجليزية)
- 22 شارع جامب على موقع ميتاكريتيك (الإنجليزية)
- 22 شارع جامب على موقع روتن توميتوز (الإنجليزية)
- 22 شارع جامب على موقع نتفليكس (الإنجليزية)
- 22 شارع جامب على موقع قاعدة بيانات الأفلام العربية
- 22 شارع جامب على موقع ألو سيني (الفرنسية)
- 22 شارع جامب على موقع أول موفي (الإنجليزية)
- 22 شارع جامب على موقع بوكس أوفيس موجو (الإنجليزية)
- 22 شارع جامب على موقع فيلمافينيتي (الإسبانية)
- 22 شارع جامب على موقع قاعدة بيانات الأفلام السويدية (السويدية)